# Piros
Piros est un cultivar de pommier domestique.
Nom botanique : Malus domestica Borkh Piros

## Fruit
- Utilisation : pomme à couteau
- Calibre :
- Pelure :
- Chair :
- Arôme :

## Origine
Diffusée en 1985 par l'institut de recherche fruitière de Dresde-Pillnitz, République démocratique allemande.

## Parenté
Pedigree : Helios × Apollo

## Pollinisation
Variété diploïde
Groupe de floraison : A
Pollinisation par : Alkmène, James Grieve

## Culture
Maturité :
Conservation :